# Ruby taucht ab
Ruby taucht ab (Originaltitel: Ruby Gillman, Teenage Kraken) ist ein US-amerikanischer Animationsfilm aus dem Jahr 2023, der von DreamWorks Animation produziert wurde und von Universal Pictures vertrieben wurde. Die Kinopremiere war am 30. Juni 2023 und die deutsche Kinopremiere war bereits am 29. Juni 2023.

## Handlung
Ruby Gillman ist eine normale Highschoolschülerin. Dies scheint aber nur so, denn eigentlich sind sie und ihre Familie Kraken, die sich als Menschen getarnt haben, was trotz der blauen Hautfarbe und den fehlenden Nasen erstaunlich gut funktioniert. Trotz des Verbots ihrer Mutter kommt Ruby durch einen Unfall in Kontakt mit Meerwasser und rettet ihren Schwarm vor dem Ertrinken. Das Lob dafür heimst aber eine neue Mitschülerin ein, Chelsea. Ruby beginnt zu leuchten, versteckt sich und verwandelt sich kurz darauf in einen Riesenkraken. Durch den Impuls, den sie im Meer aussandte, erfährt ihre Großmutter von ihrer Verwandlung. Ruby findet mit Hilfe ihres überraschend aufgetauchten Onkels ihre Großmutter, die die Königin der Weltmeere ist.
Ruby ist eigentlich eine Prinzessin und verfügt über erstaunliche Fähigkeiten. So kann sie sich im Wasser in einen gigantischen Riesenkraken verwandeln und unter anderem Laserstrahlen aus den Augen abschießen. Ihre Großmutter erzählt ihr außerdem, dass es Bestimmung der Kraken sei, die Meere vor Meerjungfrauen zu schützen, welche entgegen den Märchen und Mythen eigentlich böse sind. Die Meerjungfrauen wollten einst den Ozean beherrschen und alle Bewohner zwingen, ihnen zu dienen. Eigentlich sind Meerjungfrauen zu klein, um Riesenkraken gefährlich zu werden, allerdings hatte die Meerjungfrauenkönigin Nerissa eine mächtige Waffe gefunden – den Dreizack der Meere. Nur durch Rubys Mutter konnte der Kampf nach großen Verlusten gewonnen werden. Nach ihrem Sieg aber vernichtete sie die Meerjungfrauen nicht, sondern versteckte den Dreizack und ging an Land.
Nach diesen Informationen will Ruby ans Land zurückkehren, wird allerdings fast von einem paranoiden Schiffskapitän, der seit über 15 Jahren im Meer nach Riesenkraken sucht, gefangen. Chelsea hilft ihr, sich zu befreien und offenbart dabei, dass sie eine Meerjungfrau und Nerissas Tochter ist. Chelsea bietet ihr die Freundschaft an, Ruby lehnt dies aber zunächst wegen ihrer eigenen Probleme ab.
Am nächsten Tag erfährt Ruby, dass ein Video mit ihr als Riesenkraken viral geht und sie bittet Chelsea nun doch um Hilfe. Chelsea zeigt Ruby die Ozeane und überzeugt sie, dass sie den Dreizack brauchen, damit die Meerjungfrauen nicht mehr in Angst vor Riesenkraken leben müssen und Ruby nicht an Stelle ihrer Großmutter einen Krieg führen muss.
Chelsea führt Ruby zum Brunnen der Meere, dem Quell der gesamten Energie des Ozeans, wo Rubys Mutter den Dreizack versteckt hat. Um ins Innere zu gelangen, muss sich Ruby mit ihren Kräften vertraut machen und trainiert deshalb mit ihrer Großmutter ihre Spezialfähigkeiten und mit Chelsea bei den Strömungen. Während des Trainings vernachlässigt Ruby ihre Freunde und ihre Familie, während Letztere den paranoiden Kapitän als neue Bootsleute sabotieren. Da Ruby immerzu scheitert, will sie ihre Mutter um Rat fragen, was aber schiefgeht. Frustriert und wütend macht sich Ruby an einen letzten – erfolgreichen – Versuch, den Dreizack zu bekommen. Als sie ihn Chelsea übergibt, offenbart diese, dass sie in Wirklichkeit Nerissa ist, die damals besiegte Meerjungfrau. Nerissa besiegt Ruby und greift das Land an. Während sich ihre Mutter und Großmutter Nerissa stellen, baut Rubys Onkel sie wieder moralisch auf, sodass Ruby ihrer Familie zu Hilfe kommen kann. Letztendlich können die Laseraugen aller drei Riesenkraken gemeinsam den Dreizack zerstören. In diesem Kampf wird Rubys wahre Identität den Menschen offenbart, wobei die Menschen dies akzeptieren. Nerissa verwandelt sich wieder in ihre normale Größe zurück und wird vom Kapitän gefangen.
Ruby kommt nun doch zu ihrem Abschlussball und kann ihn mit ihrem Schwarm Connor genießen. Am Ende leben die Kraken völlig offen als sie selbst weiterhin in Oceanside.

## Synchronisation
| Rolle                        | Originalsprecher     | deutscher Synchronsprecher |
| ---------------------------- | -------------------- | -------------------------- |
| Ruby Gillman                 | Lana Condor          | Patricia Carlucci          |
| Arthur Gillman, Rubys Vater  | Colman Domingo       | Big Moe                    |
| Agatha Gillman, Rubys Mutter | Toni Collette        | Katrin Fröhlich            |
| Sam Gillman, Rubys Bruder    | Blue Chapman         | Emilio Sablik              |
| Brill Gillman, Rubys Onkel   | Sam Richardson       | Tobias Schmitz             |
| Rubys Großmutter             | Jane Fonda           | Sabina Trooger             |
| Connor, Rubys Freund         | Jaboukie Young-White | Amadeus Strobl             |
| Chelsea Van Der Zee          | Annie Murphy         | Yvonne Greitzke            |
| Captain Gordon Lighthouse    | Will Forte           | Thomas Wenke               |

## Produktion und Veröffentlichung
Das Drehbuch beruht auf einer Geschichte von Pam Brady, die auch zusammen mit Kirk DeMicco, Elliott DiGuiseppi und Brian C. Brown am Drehbuch beteiligt war. Die Filmmusik komponierte Stephanie Economou (* 1990).
Die Premiere fand am 15. Juni 2023 auf dem Festival d’Animation Annecy statt und die richtige Kinopremiere war am 30. Juni 2023. Der Film kam am 29. Juni 2023 in die deutschen Kinos.